# Żagań
Żagań (Duits: Sagan) is een stad in het Poolse woiwodschap Lubusz, gelegen in de powiat Żagański. De oppervlakte bedraagt 39,92 km², het inwonertal 25.265 (2020).
In 1942 bouwden de nazi's hier Stalag Luft III, een krijgsgevangenkamp voor geallieerd luchtmachtpersoneel, dat bekend is gebleven door boeken en films over twee ontsnappingen via tunnels.

## Geboren in  Żagań
- Frederik Willem Constantijn van Hohenzollern-Hechingen (1801-1869), vorst van Hohenzollern-Hechingen

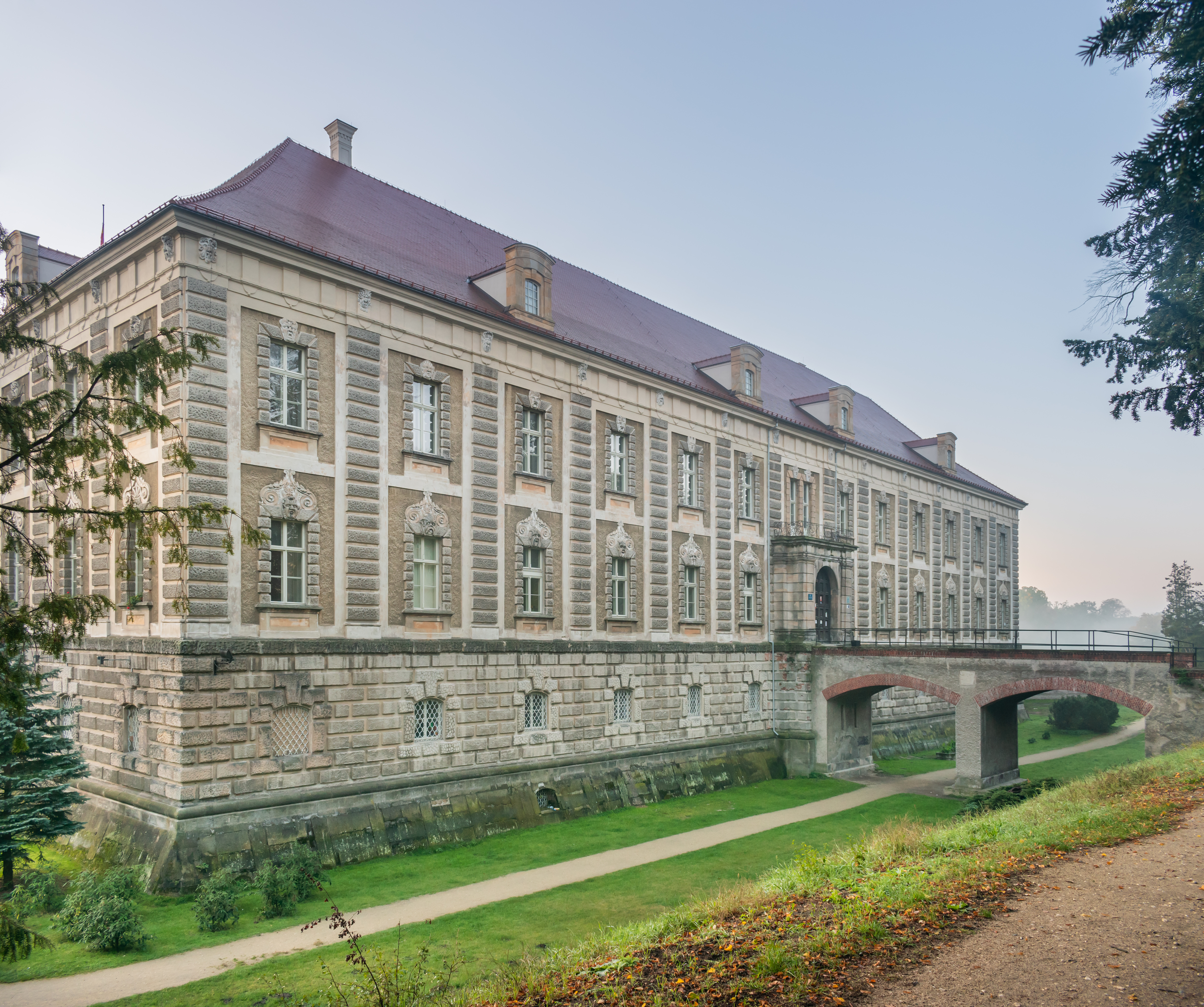
Żagań

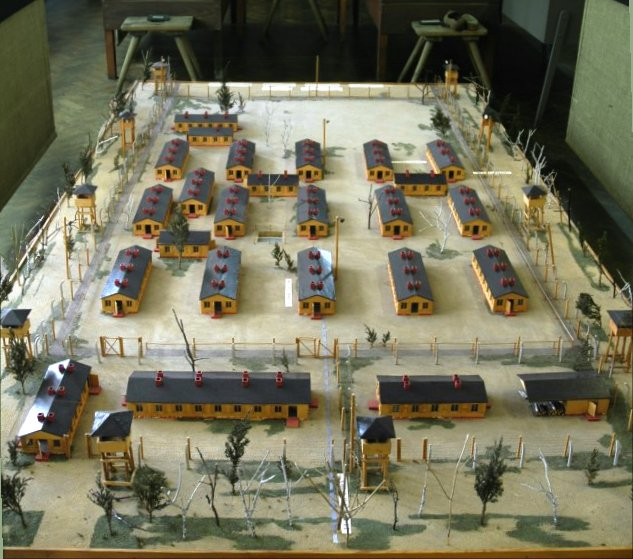
Maquette van Stalag Luft III in het plaatselijke kampmuseum